# Théorème de Lauricella
 (novembre 2015).
Dans la théorie des espaces de Hilbert, le théorème de Lauricella donne une condition nécessaire et suffisante pour qu'un ensemble de fonctions soit fermé :
Ce théorème a été prouvé par Giuseppe Lauricella en 1912.